# Interjeição
As interjeições são palavras invariáveis que exprimem estados emocionais, ou mais abrangente: sensações e estados de espírito; ou até  mesmo servem como auxiliadoras expressivas para o interlocutor, já que, lhe permitem a adoção de um comportamento que pode dispensar estruturas linguísticas mais elaboradas.
A interjeição é considerada palavra-frase, caracterizando-se como uma estrutura à parte. Não desempenha função sintática.
Note que toda interjeição deve vir acompanhada de um ponto de exclamação. 
Ora!, Oh!, Socorro!, Vixe! e etc.
| “ | na escrita, as interjeições vêm quase sempre vem acompanhadas do ponto de exclamação [!] | ” |

Após o ponto de exclamação a primeira letra da próxima sentença deve estar em maiúsculo , veja porque na citação:
| “ | tem na essência o mesmo valor do ponto final, apenas com a particularidade de imprimir à frase a entoação específica da exclamação, da admiração, do espanto, da surpresa | ” |

As interjeições podem ser divididas em três grupos:
Interjeições onomatopaicas: são basicamente, sons que criamos com a boca: Ai!, Oba!, Nó!, Oxe!, Ah!, Olá!, Oh!, Ui!, Tchê!, Arre!, Eta!, Ué!, Xi!, Hum!, Psiu!...
Interjeições exclamativas: são palavras ou expressões de outras classes gramaticais que exercem a função de interjeição: Credo!, Perdão!, Silêncio!, Chega!, Basta!, Ave Maria!, Macacos me mordam!, Tomara!, Cale-se!, Desculpa!, Céus!...
Interjeições interrogativas: são interjeições que, diferente das outras, são acompanhadas de ponto de interrogação e se usa o tom de uma pergunta: Oi?, Hein?, Quê?, Hã?, Será?, Sério?, Como?, Mesmo?...

## Classificações
As interjeições podem ser classificadas de acordo com o sentimento que traduzem. Os principais tipos de interjeição são aqueles que exprimem: Afugentamento, Alegria ou contentamento, Advertência, Admiração, Alívio, Animação ou estímulo, Apelo, Aplauso, Agradecimento, Chamado, Estímulo, Desculpa, Desejo, Despedida, Dor, Dúvida, Cessação, Invocação, Espanto, Impaciência, Saudação, Saudade, Silêncio, Suspensão, Terror ou medo, Surpresa e Interrogação.
- Afugentamento' - Arreda! Fora! Passa! Vai-te embora! Sai! Roda! Rua! Toca! Xô! Xô pra lá! Cai fora! Vaza!

- Alegria ou contentamento  - Oh! Ah! Olá! Olé! Eta! Eita! Eia! Oba! Eba! Viva! Uhu! Eh! Gol! Que bom! Iupi!

- Advertência -- Alerta! Cuidado! Alto lá! Calma! Olha! Fogo! Volta aqui!

- Admiração  - Puxa! Que coisa! Ah! Chi! Ih! Oh! Uh!Uau! Caramba! Caraca! Puts! Gente! Céus! Uai! Ora! Ôrra! Que bom! Bravo!

- Alívio  - Ufa! Uf! Arre! Ah! Ainda bem! Nossa senhora!

- Animação ou estímulo  - Coragem! Eia! Avante! Upa! Vamos! Firme! Inteirinho! Bora!

- Apelo  - Alô! Olá! Oh! Socorro!

- Aplauso  - Bis! Bem! Bravo! Viva! Apoiado! Fiufiu! Hup! Hurra! Isso! Muito bem! Parabéns! Viva!

- Agradecimento  - Graças a Deus! Obrigado! Obrigada! Agradecido muito obrigada! Valeu a pena! Valeu!

- Chamado  - Alô! Hei! Olá! Psiu! Socorro!

- Estímulo  - Ânimo! Adiante! Avante! Eia! Coragem! Firme! Força! Toca! Upa! Vamos! Vai nessa!

- Desculpa  - Perdão! Desculpe! Desculpa!

- Desejo  - Oh! Tomara! Pudera! Queira Deus! Quem me dera!

- Despedida  - Adeus! Até logo! Bai-bai (pronúncia.)! Tchau! Até amanhã!

- Dor  - Ai! Ui! Ai de mim!

- Dúvida  - Hum? hem? hã?

- Cessação  - Basta! Para! Chega! Stop!

- Invocação  - Alô! Ô olá! Psiu! Socorro! Ei! Ó!

- Espanto  - Uai! Ali! Ué! Ih! Oh! Poxa! Quê! Caramba! Nossa Senhora! Opa! Xi! Meu Deus! Senhor Jesus! Ui! Crê em Deus pai! Ave Maria!

- Impaciência  - Arre! Hum! Puxa! Raios! Hem! Diabo! Pô! Argh! Mundo vasto mundo!

- Saudação  - Ave! Oi! Olá! Ora viva! Salve! Viva! Adeus! Alô! E ai beleza!

- Saudade  - Ah! Oh! saudade!

- Silêncio  - Psiu! Silêncio! Calada! (bem demorado) psit! Alto! Basta! Chega! Quietos! Shh!

- Suspensão  - Alto! Alto lá! Pense bem!

- Terror ou medo  - Macacos me mordam! Pelas barbas do profeta! Credo! Cruzes! Jesus! Que medo! Jesus Maria e José! Uh! Ui! Barbaridade! Socorro!

- Surpresa  - Ah! sério? Mesmo?

- Interrogação  - Hei? Hã!? Como!? Que!? Com mil demônios! Quem!? Onde!? Por que!? O que inferno!? Oi? !